# František Hyhlík
František Hyhlík (20. října 1905, Loukonosy – 21. dubna 1981, Praha) byl český pedagog, andragog a psycholog. 

## Život
František Hyhlík se narodil 20. října 1905 v Loukonosech u Chlumce nad Cidlinou.
Studoval na Univerzitě Karlově, obor technika a matematika spolu s deskriptivní geometrií. Na počátku své profesní kariéry byl středoškolským profesorem v Turnově a později pracoval osm let jako středoškolský učitel na Slovensku. Zde spolupracoval také s Psychotechnickým ústavem v Bratislavě (původně Ústredná poradňa povolaní pre Slovensko).

Od roku 1939 pracoval v Ústavu lidské práce v Praze. Roku 1951 začal vyučovat na pražské Vojenské politické akademii Klementa Gottwalda a od roku 1956 přednášel pedagogiku a psychologii na Filozofické fakultě Univerzity Karlovy, téhož roku získal docenturu. V roce 1958 přešel na katedru knihovnictví. Později působil v rámci Univerzity Karlovy v Institutu osvěty a novinářství (roku 1965 přejmenovaný na Fakultu osvěty a novinářství, od roku 1968 Fakulta sociálních věd a publicistiky). Vysokoškolský titul profesora psychologie mu byl udělen roku 1963. 
| „                  | Chceme-li dospělého člověka dále zdokonalovat, což znamená vzdělávat a vychovávat, musíme ho především dokonale znát. Poznat ho znamená proniknout k jeho nitru, znát jeho schopnosti, postup jeho myšlení a smýšlení, motivaci jeho chování a jednání, jeho charakter a temperament. | “ |
| — František Hyhlík | |   |

## Rodina

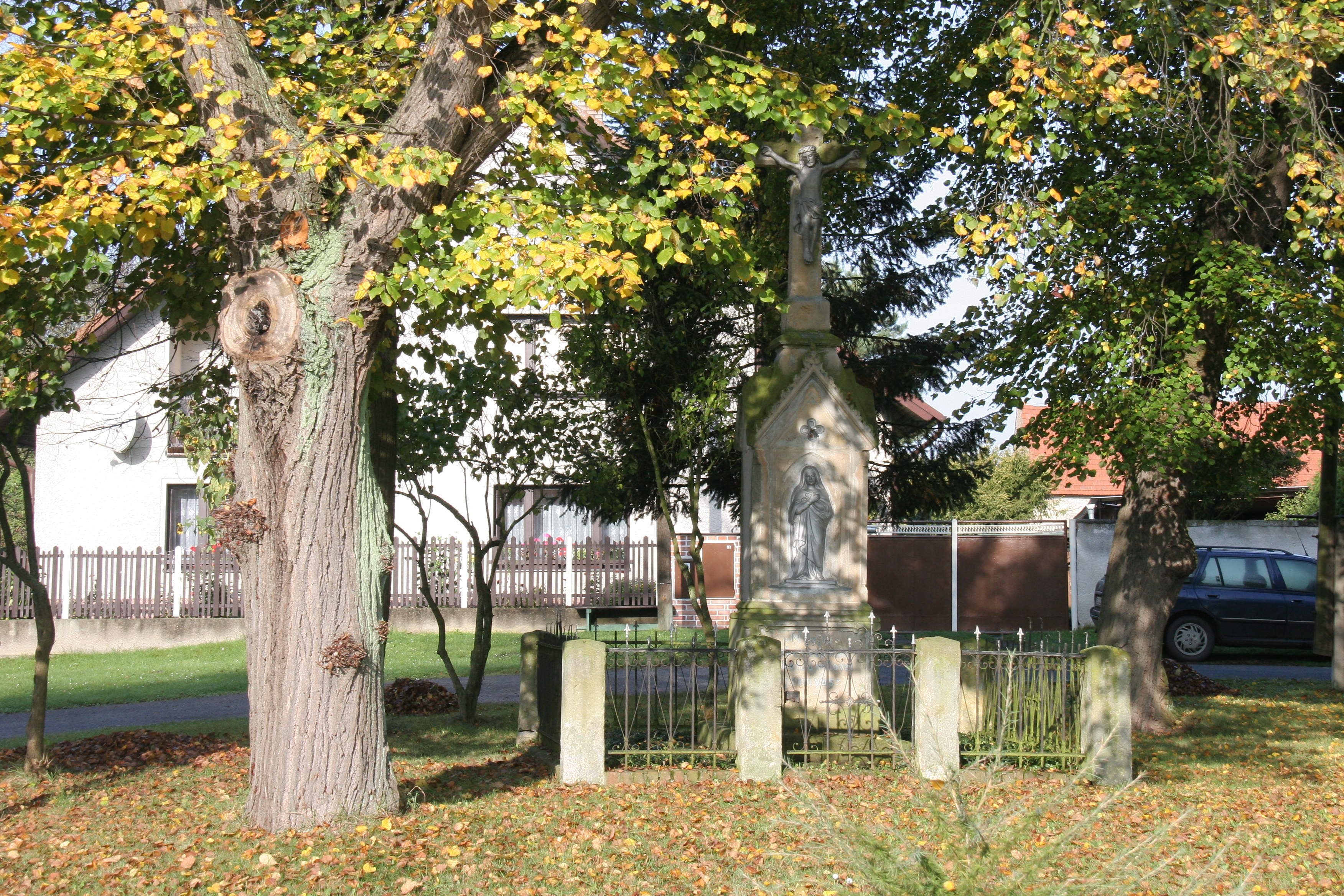
Rodiště F. Hyhlíka, Loukonosy

Hyhlík se narodil v Loukonosech u Chlumce nad Cidlinou. Jeho otec František Hyhlík byl tesařem a matka Františka zemědělskou dělnicí. Měl původně pět sourozenců, dospělosti se však dožili dva. Významný pro něj byl vztah se starším bratrem, se kterým založil ve své rodné obci čtenářský spolek.
František Hyhlík byl ženatý a měl dvě děti. Jeho dcerou byla PhDr. Lidmila Vášová, pracovnice Ústavu informačních studií a knihovnictví (ÚISK) Filozofické fakulty Univerzity Karlovy v Praze. Syn Mgr. Jan Hyhlík je divadelním hercem a hlasatelem Českého rozhlasu na stanici Vltava.

## Vzdělání

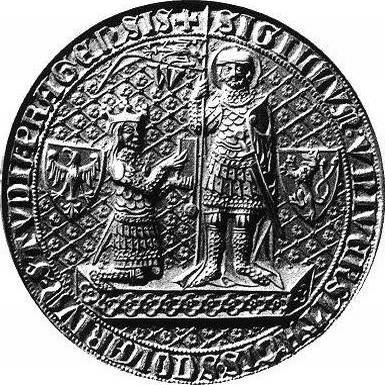
Alma Mater F. Hyhlíka, Univerzita Karlova

Přestože byla rodina Františka Hyhlíka spíše z chudších poměrů, chodil on i jeho sourozenci na měšťanskou školu do Chlumce nad Cidlinou. Dalším krokem pro něj mělo být studium strojařiny, na základě rady několika učitelů však v roce 1919 zahájil studium na reálné škole v Hradci Králové. Během studia na této škole se pod vlivem svého oblíbeného profesora Linharta začal více věnovat matematice a deskriptivní geometrii.
Na základě toho nastoupil po maturitě v roce 1924 na České vysoké učení technické v Praze, kde studoval právě matematiku a deskriptivní geometrii. Již po roce však přešel na přírodovědeckou fakultu Univerzity Karlovy, obor zůstal stejný. Na Univerzitě Karlově se začal věnovat filosofii exaktních věd, kterou přednášel prof. Karel Vorovka. František Hylík se stal brzy jeho neoficiálním asistentem, působil v jeho semináři a pod jeho vedením začal pracovat na své disertační práci nazvané Filosofie fikcionalismu a konstrukce matematických pojmů.
V roce 1931 absolvoval rigorózní zkoušku a dostal doktorát z přírodních věd.

## Kariéra
Po dokončení vysokoškolských studií, ve svých pětadvaceti letech, František Hyhlík dočasně nastoupil na místo výpomocného učitele na státní reálku v Trutnově. Před zahájením nového školního roku byl jmenován prozatímním profesorem na statním reálném gymnáziu v Nových Zámcích na Slovensku, kde zahájil v roce 1931 své osmileté působení jako učitel matematiky a deskriptivní geometrie.
Jako středoškolský učitel se začal více zajímat o pedagogiku a pedagogickou psychologii a postupně se zapojil do mimoškolní práce. Zajímal se také o bídu a kulturní nedostatky ve společnosti a věnoval se osvětové činnosti. Například pečoval o veřejnou knihovnu, pořádal přednášky a pracoval v různých organizacích, jako je Dělnická akademie, okresní osvětový sbor a Sokol. Dále také psal články pro pražské noviny a informoval českou veřejnost o situaci na Slovensku. Během této doby také začal publikovat odborné články.
V roce 1939 začal pracovat jako profesor na gymnáziu v Banské Bystrici, ale kvůli nepřijatelné atmosféře v nové Slovenské republice se rozhodl vrátit do Prahy. Zde začal pracovat v Ústavu lidské práce a později se stal přednostou odboru pro pracovní výchovu, vedení a hodnocení lidí. Vyvinul moderní koncepci poradenství pro volbu povolání, která byla založena na principech plánovitého socialistického hospodářství. Jeho práce vedla k vytvoření sítě poraden pro volbu povolání a k odbornému vzdělávání poradců v této oblasti. 
V této době se autor soustředil na vědeckou práci v oblasti pedagogiky a psychologie výchovy a sebevýchovy mládeže pro povolání i pro život. Jeho výzkumná činnost vedla k publikování mnoha odborných článků a studií.
V poválečných letech se navzdory svému velkému pracovnímu vytížení aktivně věnoval také přednáškové činnosti. Přednášel na různých fakultách, například na Vysoké škole obchodní a později Vysoké škole politické a sociální, na filozofické fakultě, pedagogické fakultě a fakultě přírodovědecké. Jeho přednášky se týkaly různých témat, jako je psychologie práce, organizace práce, výchova dorostu a dospělých, obecná psychologie a psychologie dětství a mládeže.
V roce 1951 začal učit na Vojenské politické akademii Klementa Gottwalda v Praze a tam uplatnil své znalosti z pedagogické psychologie v oblasti vojenského školství. S pomocí svých prací, Kázeň v socialistické společnosti a Didaktika pro učitele vojenských škol, byl v červnu roku 1959 jmenován docentem pedagogiky se zaměřením na pedagogickou psychologii.
Během svého působení na Vojenské politické akademii také přednášel o psychologii a pedagogice pro studenty knihovnictví na Filozofické fakultě Univerzity Karlovy. V roce 1958 se poté přestěhoval na tuto katedru jako učitel. Již v minulosti vedl veřejnou knihovnu v Nových Zámcích a spolupracoval s Katedrou knihovnictví a Městskou lidovou knihovnou v Praze na prvním rozsáhlém výzkumu četby dospívající mládeže v poválečných letech. 
V roce 1960 se katedra knihovnictví přesunula na novou fakultu Univerzity Karlovy – Institut osvěty a novinářství, který se později přejmenoval na Fakultu osvěty a novinářství. Zde se František Hyhlík stal proděkanem pro vědu a výzkum a v roce 1962 se stal vedoucím nově zřízené Katedry psychologie a pedagogiky. V roce 1968 se katedra stala novým oborovým pracovištěm pro směr výchova a vzdělávání dospělých v rámci studijního oboru pedagogika dospělých. Profesor Hyhlík je považován za zakladatele tohoto oboru.
V roce 1961 se profesor Hyhlík stal hlavním koordinátorem státního badatelského úkolu, který se zaměřoval na nejaktuálnější problémy v oblasti vzdělávání a výchovy dospělých. Díky jeho úsilí se podařilo získat početný tým odborníků, včetně pracovníků z jiných vysokoškolských pracovišť, a vytvořit tak tzv. Hyhlíkův tým. Mezi jeho členy patřili například Kamil Škoda, Zdeněk Štěpánek, Milan Nakonečný, Vladimír Jochmann a Marie Nováková. Tento badatelský úkol se stal jedním z nejlépe organizovaných a koordinovaných úkolů v rámci státního plánu vědeckého výzkumu a přinesl významné výsledky v oblasti vzdělávání a výchovy dospělých, kterou bylo v té době třeba prakticky začít budovat od začátku.
Kromě svého rozsáhlého vědeckého a pedagogického působení byl František Hyhlík aktivní i v mnoha dalších organizacích. Zvláště významná byla jeho práce v Socialistické akademii, kde zastával řadu funkcí na městské i ústřední úrovni. Dále byl členem rady Lidové univerzity, Československé společnosti pro šíření politických a vědeckých znalostí, ústřední vědecko-metodické rady a městské sekce výcviku k povolání. Kromě toho byl členem předsednictva městského výboru ČSAK a Československé psychologické společnosti. Zastával rovněž funkce jako předseda městské sekce pedagogicko-psychologické a předseda komise pro práci s mládeží.
V průběhu pěti let mezi lety 1956 a 1960 uskutečnil celkem 344 přednášek pro učitele a 170 přednášek v závodech, celkově 474 hodin. Také přednášel pro socialistickou akademii a jiné organizace, celkem 1 238 hodin. Spolu s dalšími 33 kurzy, na kterých také přednášel, představoval počet hodin nad jeho pracovním úvazkem 2 160 hodin, což znamená 432 hodin ročně.

## Publikované práce
- Kapitoly o výchově k povolání, 1945
- Vybrané kapitoly z pedagogiky, 1955
- Psychologie v našem denním životě, 1957, další autoři: Jan Čáp, Robert Konečný, Jan Bureš, František Hyhlík, Jan Doležal
- Metodika populárně vědecké přednášky, 1957
- Četba a její vliv na utváření osobnosti : Psychologie čtenáře, 1958
- Čím bude vaše dítě, 1958
- Potřeby a zájmy lidí v socialistické společnosti, 1958
- Metodika vzdělávací a výchovné činnosti mezi dospívající mládeží, 1961
- Malá encyklopedie současné psychologie, 1977, další autoři: Milan Nakonečný, František Hyhlík
- Základy pedagogiky a úvod do výchovy dospělých, 1963
- Kam ze základní devítileté školy, 1963
- Psychologie čtenáře, 1963
- Psychologie mladého čtenáře, 1963
- Umíte studovat? 1964
- Utváření socialistických vztahů na pracovišti, 1964
- Psychologické základy učení a vzdělávání dospělých, 1965
- Psychologické a výchovné problémy dospívání, 1966
- Dospívající mládež a její výchova, 1968
- Pedagogicko psychologické a sociálně psychologické aspekty vzdělávání dospělých, 1969
- Základy pedagogiky dospělých, 1971
- Psychologická hlediska vzdělávání dospělých, 1973
- Vedení lidí : příručka pro cyklickou průpravu 4. okruhu funkcí ved. pracovníků, 1976

## Ocenění
- Cena Antonína Zápotockého za uměleckou a kulturně výchovnou činnost (1975)[6]
- Vyznamenání Za vynikající práci (1965)[7]
- Řád práce (1970)[8]
- Titul Zasloužilý učitel